# Герт Фредриксон
Герт Фридолф Фредриксон (швед. Gert Fridolf Fredriksson; Нићепинг, 21. новембар 1919 — Нићепинг, 5. јул 2006) бивши је шведски кајакаш на мирним водама, који се такмичио почетком 40-их до почетка 60-их година прошлог века. Фредриксон је шестоструки олимпијски победник освајајући медаље на четири олимпијске игре заредом, што му је донело прво место на свету у табели свих времена на свету у мушкој конкуренцији. Рекордер је Шведске по броју олимпијских медаља, 7 златних на светским првенствима и 32 златне медаље са првенсатва Шведске.]
Први пут учествовао је на Олимпијским играма 1948. у Лондону са 28 година и освојио две златне медаље. На сваким од своје 4 олимпијске игре, Фредрикссон је освојио по 2 медаље. Последње олимпијске медаље (златну и бронзану) Герт освојили су 1960. године у Риму са 40 година и 280 дана и био је најстарији такмичар у кајаку и кануу.Седам од осам медљаља освојио је са кајаком једноседом (К-1), а само једну у кајаку двоседу (К-2) на 1.000 м са Свен-Оловом Шеделијусом. освојио је осам медаља укључујући и шест злата (1948: К-1 1000 м, К-1 10000 м, 1952: К-1 1000 м, 1956: К-1 1000 м, К-1 10000 м; 1960: К-2 1000 м), једно сребро (1952: К-1 10000 м) и једна бронза (К-1 1000 м). По заавршетку такмичарске каријере учествовао је и на Олимпијским играма у Токију 1964. као главни тренер шведске репрезентације. Фредриксон је и данас наујспешнији шведски олимпијац.
На националним првенствима освојио је 71 медаљу.
У спомен на његове успехе у свом родном Норћипингу, Фредрикссон има споменик.